# Перрі Тауншип (округ Лоуренс, Пенсільванія)
Перрі Тауншип (англ. Perry Township) — селище (англ. township) в США, в окрузі Лоуренс штату Пенсільванія. Населення — 1853 особи (2020).

## Демографія
Згідно з переписом 2010 року, у селищі мешкало 1938 осіб у 769 домогосподарствах у складі 582 родин. Було 825 помешкань
Расовий склад населення:
| - 98,0 % — білих - 0,5 % — чорних або афроамериканців - 0,2 % — азіатів - 0,1 % — корінних американців |

До двох чи більше рас належало 1,2 %. Частка іспаномовних становила 0,6 % від усіх жителів.
За віковим діапазоном населення розподілялося таким чином: 19,5 % — особи молодші 18 років, 62,1 % — особи у віці 18—64 років, 18,4 % — особи у віці 65 років та старші. Медіана віку мешканця становила 45,8 року. На 100 осіб жіночої статі у селищі припадало 98,4 чоловіків;  на 100 жінок у віці від 18 років та старших — 96,1 чоловіків також старших 18 років.
Середній дохід на одне домашнє господарство  становив 61 941 долар США (медіана — 55 129), а середній дохід на одну сім'ю — 71 193 долари (медіана — 64 000). Медіана доходів становила 51 288 доларів для чоловіків та 35 625 доларів для жінок. За межею бідності перебувало 8,8 % осіб, у тому числі 13,5 % дітей у віці до 18 років та 7,2 % осіб у віці 65 років та старших.
Цивільне працевлаштоване населення становило 896 осіб. Основні галузі зайнятості: виробництво — 22,3 %, освіта, охорона здоров'я та соціальна допомога — 21,8 %, роздрібна торгівля — 11,4 %, транспорт — 8,4 %.